# Fjörgyn
Fjörgyn is een godin uit de Noordse mythologie uit de familie van de Asen. Ze is samen met Jörd de godin van de aarde. Met Odin heeft ze een zoon, Thor.

Asen · Baldr · Bil · Billing · Bragi · Búri · Eir · Fjorgyn · Fosite · Freya · Freyr · Frigg · Fulla · Gefjun · Gerd · Gná · Gullveig · Heimdall/Rig · Hel · Hermod · Hlín · Hnoss · Hodr · Hœnir · Iðunn · Jörd · Lofn · Loki · Máni · Magni · Modi · Nanna · Njördr · Odin · Óðr · Rindr · Sága · Sif · Sigyn · Sjöfn · Skaði · Snotra · Sól · Syn · Thor · Týr · Ullr · Vali · Vár · Vé · Vili · Vidar · Vör · Wanen